# Michael Marsham (7e comte de Romney)
Michael Henry Marsham, 7e comte de Romney (22 novembre 1910 – 5 juin 2004) est un pair héréditaire britannique qui siège à la Chambre des lords de 1975 à 1999.

## Biographie
Michael Henry Marsham est né le 22 novembre 1910 à Washpit Farm sur le domaine Rougham Hall de la famille North, à Rougham près de King's Lynn à Norfolk, en Angleterre,,. Son père est Reginald Hastings Marsham (1865–1922), le deuxième fils de Charles Marsham, 4e comte de Romney, qui est donc son grand-père paternel, et sa mère est Dora Hermione North (décédée en 1923). Il devient orphelin à l'âge de douze ans.
Il fait ses études à la Sherborne School, un pensionnat privé à Sherborne, dans le Dorset, dans le sud-ouest de l'Angleterre, affilié à l'Église d'Angleterre, .

## Carrière
Il travaille comme gérant d'un domaine appartenant à Shane O'Neill, 3e baron O'Neill et situé à Randalstown dans le comté d'Antrim, en Irlande du Nord. Il perçoit les loyers des locataires catholiques romains qui vivaient sur le domaine.
Pendant la Seconde Guerre mondiale, il sert comme major dans l'Artillerie royale de l'armée britannique et stationne dans le comté de Londonderry .
Il reprend son travail de gestionnaire immobilier peu après la guerre en 1945, jusqu'en 1963. C'est alors qu'il est évident qu'il hériterait du comté, et il retourne dans le Norfolk où les comtes de Romney ont un domaine à Gayton Hall .
Il hérite des titres (baron Romney, vicomte Marsham et comte de Romney) de son cousin, Charles Marsham, 6e comte de Romney, en 1975, à l'âge de soixante ans. En conséquence, il est pair héréditaire à la Chambre des lords de 1975 à 1999, date à laquelle il a perdu son siège à la Chambre à la suite de la loi de 1999 sur la Chambre des lords. Même s'il siège à la Chambre pendant vingt-cinq ans, il n'a jamais prononcé un seul discours,. Il est interviewé dans The Lord's Tale, un documentaire télévisé réalisé par Molly Dineen sur les pairs héréditaires. Dans le documentaire, il plaisante en disant que personne ne se souciait de ses opinions, mais que le Parti conservateur était heureux d'avoir son vote de son côté,.
Passionné de chasse au renard, il est Secrétaire des West Norfolk Foxhounds pendant de nombreuses années. Il a également participé à la marche de la campagne organisée par la Countryside Alliance en septembre 2002, lorsque 400 000 personnes défile dans le centre de Londres pour défendre les intérêts de la Grande-Bretagne rurale. Il est président de la Marine Society jusqu'à sa mort.

## Vie privée
Il épouse Aileen Landale en 1939,. Sa femme décède en 1995,,. Ils n'ont pas d'enfants,,.

## Décès
Il décède le 5 juin 2004 à son domicile de Wensum Farm, à West Rudham (Norfolk),,. Il a quatre-vingt-treize ans,. Son titre est hérité par un cousin, Julian Charles Marsham,, .